# Maribel Alonso
María Isabel Alonso Gómez (Madrid, 3 de junio de 1927-10 de julio de 2020), llamada Maribel Alonso, es una actriz española de radio, muy famosa especialmente entre 1941 y 1955. Desde los trece años de edad fue primerísima figura del Cuadro de Actores de Radio Madrid, actuando sobre todo bajo la dirección de Antonio G. Calderón y de Guillermo Sautier Casaseca en telenovelas, Teatro del aire y diversas series y programas de la década de 1960 y años 1970.
Es difícil ahora comprender lo que significaban en aquellos años las radionovelas, los seriales radiofónicos. Toda la enorme popularidad que ahora tienen la televisión o Internet la tenía entonces la radio, y muy especialmente la novela de las siete de la tarde de Radio Madrid, la emisora más popular y con mayor audiencia de la capital. Cuando empezaba, un enorme auditorio se agolpaba en torno a los aparatos de radio, siguiendo las peripecias de la novela, y al terminar se comentaba apasionadamente lo que había sucedido. Los comercios notaban una disminución de sus clientes, especialmente de mujeres, en ese espacio de siete a ocho de la tarde.

## Biografía

### Primeros años
Nacida en Madrid y bautizada en la iglesia de la Paloma, la jovencísima Maribel Alonso, aplicada estudiante de taquigrafía en el Instituto de San Isidro, fue invitada de forma casual, cuando aún tenía trece años, en 1941, a acudir a una prueba en Radio Madrid, donde se pretendía formar un cuadro de actores.
Cuando llega al número 32 de la Gran Vía madrileña, y llama a la puerta de la popular emisora es conducida a un estudio donde hay muchos hombres y mujeres, todos ellos actores, que van a la misma prueba que ella, lo que hoy se llama un casting. Se da cuenta de lo difícil que es que la elijan, pues ella es aún una niña y no tiene ninguna experiencia, ni ha tenido ninguna formación como actriz, pero está tranquila y segura de sí misma.
En el control se encuentra Bobby Deglané, el famoso locutor y animador, que está creando el Cuadro de Actores de la emisora. Para empezar, se va a poner en las ondas una radionovela llamada “Se ha perdido un collar” que se emitirá en sus programa “Fin de semana”. Se van llamando, uno a uno, a todos los actores y actrices presentes para que lean una prueba, un diálogo del texto. Finalmente, Bobby dice que ya han terminado las pruebas y que se les comunicará oportunamente el resultado. Pero no es cierto, no han llamado a Maribel, así es que ésta se pone de pie e interrumpe a Bobby diciéndole “A mi no me han probado”. Bobby sonríe con buen humor y le dice que se trata de un papel de una mujer hecha y derecha y que ella es aún una niña. Maribel insiste, diciendo que puede hacerlo. Bobby, condescendiente, accede y la deja hacer la prueba, en la que tiene que leer su papel con acento argentino. Todo lo supera. A medida que va leyendo, Bobby presta cada vez más atención y enseguida llama a todos los directivos y técnicos para que la escuchen.
Cuando termina todos la felicitan y Bobby le dice que el papel es suyo. Así es como, antes de cumplir los catorce años, Maribel, Maribel Alonso, se incorpora al Cuadro de Actores de Radio Madrid, como Primera Actriz, sin meritoriaje ni preparación alguna. Como dice Juana Ginzo en sus memorias ( 4 ) “había comenzado en ese momento una de las carreras más brillantes de la radio española”. El periodista Federico Volpini ( 6 ) que la conoce en esa época dice que era “un prodigio de dulzura y de cálida sensualidad”.

### Radio
De 1941 a 1954, año en el que contrajo matrimonio, fue sin discusión alguna la primera dama de las ondas en España. Es la protagonista de las telenovelas más importantes, de los cuentos infantiles (que aún hoy se siguen escuchando en diferentes emisoras), de las aventuras infantiles de “Chuda, Taquito y Churrete”, del Hada Blanca, de las Mil y Una Noches, de la Casa de la Troya, de La venganza de Don Mendo, de las grabaciones de zarzuelas, del Teatro del aire, que pone en las ondas lo mejor del teatro clásico y moderno, español y extranjero. Allí le dan la réplica los mejores actores españoles del momento: Fernando Rey (Hamlet), Luis Prendes (El burlador de Sevilla), Enrique Guitart (La mariposa y la llama), Paco Rabal (Otelo), José María Rodero, Adolfo Marsillach, Rafael Rivelles (Las aventuras de Harry Lime), etc., pero ninguno comparable ante el micro con Pedro Pablo Ayuso, también del cuadro de actores de la radio. Maribel presenta cara al público el programa femenino de Julita Calleja, da la réplica a José de Juanes en “Hablando con la esfinge” un consultorio que se emite durante años. Graba discos y acude a toda clase de festivales. Es casi siempre la elegida como protagonista por Guillermo Sautier Casaseca, el principal autor de las telenovelas, es la actriz fetiche de Antonio Calderón, el autor de más calidad que hay en ese momento en la radio, y de José Méndez Herrera. Buena prueba de esa situación preeminente es que cuando se crean los Premios Ondas en 1954, se le concede el primero, por su labor general.
La estatuilla del premio, que alza en sus dos manos una corona de laurel, tiene una placa en su peana que dice: PREMIO ANUAL DE RADIO “ONDAS” A MARIBEL ALONSO POR SU LABOR GENERAL. 14 – 11 – 54. La entrega de los premios se realiza en Barcelona, en los primeros días de noviembre de ese año 1954 y Maribel no puede acudir a recibirlo personalmente porque acaba de casarse y se encuentra en aquellos días en viaje de bodas. Lo último que hizo en esa época fue “El amo”, una telenovela escrita por María Luisa Filias de Becker, y “Esas cosas de mamá”, de Nené Cascallar, dirigida por Antonio Calderón.
Ha habido otras actrices excelentes en la radio y especialmente en Radio Madrid, que en aquellos años era, sin duda, la mejor y más oída emisora de radio de España: Matilde Conesa, Carmita Arenas, Matilde Vilariño, especialista en papeles de niño, María de los Ángeles Herranz, Juanita Ginzo, Mercedes Sierra, María Romero, Maribel Ramos, Alicia Altabella, Encarnita Plana… pero ninguna de ellas pudo hacer sombra a Maribel mientas estuvo en activo. Su compañera Juana Ginzo ( 4 ) dice de ella que era “la elegancia fascinante y la bondad” y que “era imprescindible en cualquier reparto”.

### Poesía, cine, teatro, doblaje
Maribel Alonso no solo ha sido actriz de radio, ha participado también en muchos recitales poéticos (son sus preferidos Amado Nervo, Alfonsina Storni, Juana de Ibarbourou, Rafael de León, Tagore y Juan Ramón, entre otros) pues dice la poesía con sentido, emoción y profundidad, con una voz excepcional, llena de matices; ha actuado en varias películas, la primera de ellas “Lluvia de hijos”, y fue protagonista de dos: “Pototo, Boliche y Compañía” (1948, dirigida por Ramón Barreiro) con sus compañeros de la radio Eduardo Ruiz de Velasco y Manolo Bermúdez, y “Agua sangrienta” (1954, dirigida por Ricardo Torres) con Carlos Muñoz. Asimismo hizo teatro con la Compañía de Actores de Radio Madrid representado “La dama de las rosas blancas”, “La casa de la Troya” y más tarde (1953), en gira por toda España y con gran éxito, “Lo que nunca muere”, adaptación teatral de la telenovela de Luisa Alberca y Guillermo Sautier Casaseca “Lo que no muere”, seguramente la más popular de sus obras. A Maribel Alonso le propuso el gran actor de teatro Rafael Rivelles integrarse en su compañía, pero ella no aceptó pese a la insistencia de Rivelles.
Maribel hizo pocos doblajes de películas por falta material de tiempo, pero realizó un extraordinario trabajo doblando a Carmen Sevilla en “La Revoltosa” (versión de 1949 dirigida por José Díaz Morales) dando al personaje el acento madrileño castizo, que Carmen, trianera con fuerte acento andaluz, no podía darle.

### Regreso a la radio
Tras un breve paréntesis en Marruecos y Ceuta, Maribel y su esposo se trasladaron en 1957 a San Sebastián y ella desde allí acudió varias veces a Madrid para grabar alguna producción de Antonio Calderón (“La canción de Bernadette”) o de Sautier. Además trabajó en Radio San Sebastián donde durante varios años dirigió y fue el alma de un magacine femenino (“Miscelánea”) muy variado, en el que alternaba lecturas de obras famosas, consejos de cocina, divulgación médica (“La hora del médico”), decoración, noticias interesantes, versos, entrevistas y un consultorio.
Regresa a Madrid y en 1992 Javier González Ferrari, que dirigía entonces el programa matinal de la COPE “Cada día”, propuso a Maribel Alonso hacer una serie de emisiones breves de gran calidad para incluir en su programa. La gustó la idea y logró convencer a Antonio G. Calderón, el gran maestro de la radio, con el que Maribel había colaborado mucho, pero que entonces ya no trabajaba, para que escribiera una serie de programas, los dirigiese y Maribel los interpretase. Así se hizo y se grabaron y emitieron bastantes programas, breves, pero muy interesantes, amenos y de gran calidad, sólo con la voz de Maribel y unos magníficos fondos musicales. La serie duró algún tiempo, pero se interrumpió prematuramente con ocasión de un cambio en la gerencia y en la programación de la COPE. Fue una pena pues realmente eran pequeñas obras maestras.